# Vincenzo Ripa
Vincenzo Ripa (San Valentino Torio, 2 gennaio 1982) è un ex arbitro di calcio italiano.

## Carriera
Prima di diventare arbitro di calcio Vincenzo Ripa ha avuto trascorsi giovanili da calciatore, come portiere nel San Valentino USD, da piccolo fino al dicembre 1998, a sedici anni.
Divenuto arbitro, in poco tempo si è messo in luce all'interno della sezione AIA di Nocera Inferiore, sotto la guida del presidente AIA di Nocera Salvatore Gubitosi.
L'esordio tra i professionisti è arrivato il 27 settembre 2009 a Vercelli, nella partita di Seconda Divisione tra Pro Belvedere ed Olbia (1-1).
Fra Prima e Seconda Divisione ha arbitrato 111 incontri. Nel luglio del 2014 è stato promosso nella CAN B dove ha arbitrato per due stagioni, sommando 27 presenze: vi ha esordito a Crotone il 25 ottobre 2014, dirigendo Crotone-Cittadella (2-2), mentre ha diretto l'ultima volta in Serie B il 20 giugno 2016 a Vicenza, in occasione della partita Vicenza-Perugia (0-0). In totale, in sette stagioni di attività, ha diretto 138 incontri professionistici.
Dopo avere smesso di arbitrare è passato ad incarichi tecnici in seno al Comitato Regionale Arbitri della regione Campania. Dal 12 marzo 2022 è entrato a far parte del Consiglio Direttivo del Comitato campano della LND.